# Орлов, Алимжан Мустафинович
Алимжа́н Мустафи́нович Орло́в  (тат. Ğalimcan Mostafa uğlı Orlov, Галимҗан Мостафа улы Орлов; 10 октября 1929, с. Камкино, Сергачский район, Нижегородская область — 15 июля 2025) — татарский историк, краевед, публицист, кандидат философских наук, доцент Горьковского сельскохозяйственного института (1967—1997).
А. Орлов является автором работ по социологии, религии и межнациональным отношениям, этногенезу и этнической истории татар-мишарей, статей по топонимике татарских селений края.
В 1990 году организовал и стал руководителем Нижегородского общества (ныне — Нижегородский Центр) татарской культуры «Туган як». На 2012 год почётный председатель Центра.
Вклад А. М. Орлова в краеведение и популяризацию истории татар-мишарей был отмечен на регулярно проводящихся в Нижнем Новгороде «Фаизхановских чтениях».
Скончался 15 июля 2025 года в возрасте 95 лет.

## Произведения

### Книги
- Орлов А.М. Мещера, мещеряки, мишари. — Казань: Татар. кн. изд-во, 1992. — С. 112. — ISBN 5-298-01050-4.

- Орлов А.М. Нижегородские татары: этнические корни и исторические судьбы. — Ниж. Новгород, 2001. — С. 240.

- Орлов А.М., Каримов А.А. Камкино: история и современность. — Ниж. Новгород: Арабеска, 2003.

### Статьи
- Исторические судьбы мишарей;
- Нижегородский край в истории татар-мишарей

#### Статьи по истории населённых пунктов в областной газете «Туган як»
- Актук-Новопар. 1 июля 2005 г.
- Антяровка, Атяравыл. 8 июля 2005 г.
- Вас-помра — первоначальное название деревни Ендовища. 16 сент. 2005 г.
- Где находилась татарская деревня Рейтарская? (Медяня) 21 мая 2004 г.
- Грибаново. 15 августа 2005 г.
- Истоки образования села Ключищи. В газете «Для будущего», от 11 сент. 2004 г.
- Камкино — Чикеев Усад. Татарские новости. — 2003. — № 10 (111).
- Кызыл Яр — Красный Яр. 3 октября 2005 г.
- Мочали — Мочалей. 14 октября 2005 г.
- Новая версия истории Рыбушкино. 2 сент. 2005 г.
- Пеця. 15 июля 2005 г.
- Пожарки Кучкая или Кочкалы Пожар. 12 августа 2005 г.
- Почему Пара названа Кузьминкой. 13 мая 2005 г.
- Семеновка, Семочки. 17 июня 2005 г.
- Трех-Озерки. 11 сент. 2005 г.
- Ураз Дербышев — основатель Уразовки. 9 сент. 2005 г.
- Чембилей — наша Мекка. 23 июля 2004 г.
- Шубино. 1 апр. 2005 г.
- Янапар — Актуково. 1 июля 2005 г.

и многие другие.